# Primera División 1918 (Argentinië)
In 1918 werd het 27ste seizoen gespeeld van de Primera División, de hoogste voetbaldivisie van Argentinië. Racing Club werd kampioen. 

## Eindstand
| Plaats | Club                           | Wed. | W  | G | V  | Saldo | Ptn. |
| ------ | ------------------------------ | ---- | -- | - | -- | ----- | ---- |
| 1º     | Racing Club de Avellaneda      | 19   | 17 | 2 | 0  | 49:9  | 36   |
| 2º     | CA River Plate                 | 19   | 9  | 7 | 3  | 30:17 | 25   |
| 3º     | CA Boca Juniors                | 19   | 9  | 6 | 4  | 39:21 | 24   |
| 4º     | CA San Isidro                  | 19   | 10 | 4 | 5  | 35:23 | 24   |
| 5º     | Sportivo Barracas              | 19   | 9  | 3 | 7  | 22:21 | 21   |
| 6º     | Gimnasia y Esgrima de La Plata | 19   | 7  | 6 | 6  | 21:22 | 20   |
| 7º     | Estudiantes de La Plata        | 19   | 7  | 6 | 6  | 19:25 | 20   |
| 8º     | CA Huracán                     | 19   | 5  | 9 | 5  | 25:19 | 19   |
| 9º     | CA Independiente               | 19   | 8  | 2 | 9  | 30:28 | 18   |
| 10º    | Estudiantil Porteño            | 19   | 6  | 6 | 7  | 23:22 | 18   |
| 11º    | CA Porteño                     | 19   | 7  | 4 | 8  | 21:29 | 18   |
| 12º    | CA Platense                    | 19   | 7  | 4 | 8  | 14:22 | 18   |
| 13º    | CA San Lorenzo de Almagro      | 19   | 6  | 5 | 8  | 20:23 | 17   |
| 14º    | CA Tigre                       | 19   | 7  | 3 | 9  | 27:32 | 17   |
| 15º    | Estudiantes Buenos Aires       | 19   | 5  | 7 | 7  | 26:31 | 17   |
| 16º    | Defensores de Belgrano         | 19   | 6  | 5 | 8  | 24:32 | 17   |
| 17º    | CA Atlanta                     | 19   | 5  | 6 | 8  | 25:34 | 16   |
| 18º    | Columbian                      | 19   | 5  | 5 | 9  | 20:27 | 15   |
| 19º    | Club Ferro Carril Oeste        | 19   | 2  | 9 | 8  | 9:23  | 13   |
| 20º    | Argentino de Quilmes           | 19   | 1  | 5 | 13 | 9:28  | 7    |

|  | Kampioen   |
|  | Degradatie |